# Lensink Peak
Der Lensink Peak ist ein 1681 m hoher Berg im ostantarktischen Mac-Robertson-Land. In den Prince Charles Mountains ragt er als östlichster einer Gruppe aus drei Bergen 8 km südöstlich des Husky-Massivs auf.
Luftaufnahmen der Australian National Antarctic Research Expeditions aus dem Jahr 1960 dienten seiner Kartierung. Das Antarctic Names Committee of Australia benannte ihn nach William H. Lensink, Wetterbeobachter auf der Wilkes-Station im Jahr 1960.